# Unico Ripperda (1647-1709)

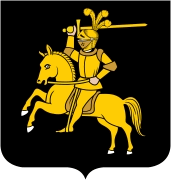
Stamwapen Ripperda

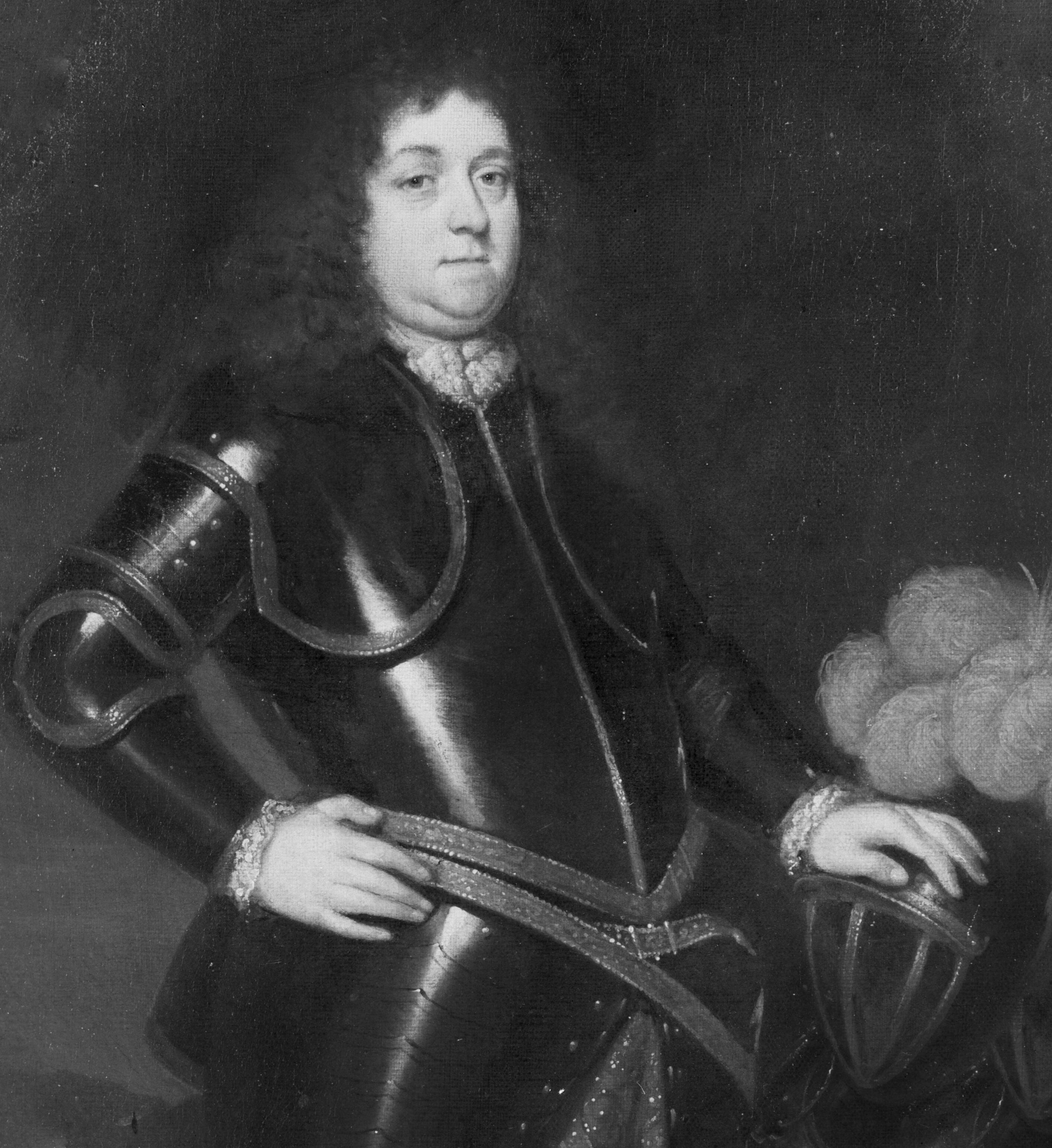
Unico Ripperda tot Weldam

Unico baron Ripperda (29 januari 1647 - 22 april 1709), heer van Weldam en Olidam, was een Overijsselse edelman en bestuurder.
Unico was de zoon van Johan baron Ripperda, heer van Weldam, Olidam en Grasdorf, en freule Margaretha van Raesfelt van Twickel. Hij groeide op in Twente, waar zijn vader landdrost was, en studeerde in Leiden. Vanaf 1671 was hij lid van de Ridderschap van Overijssel en diende hij achtereenvolgens als gecommitteerde ter Admiraliteit op de Maze (1671-1672, lid van de Gedeputeerde Staten van Overijssel (1675-1682), gecommitteerde ter Admiraliteit van Amsterdam (1690-1693) en wederom als gecommitteerde ter Admiraliteit op de Maze (1699-1702).
Op 14 november 1686 trouwde hij met zijn verre achternicht, Margaretha Elisabeth baronesse Ripperda, vrouwe van Oosterwijtwert. Dit huwelijk bleef echter kinderloos.